# Stier (hulpkruiser)
De Stier was een Duitse hulpkruiser tijdens de Tweede Wereldoorlog. Het doel van een hulpkruiser was om Geallieerde scheepvaart te verstoren en mijnen te leggen in druk bevaren scheepvaartroutes. Bij de Duitsers stond het schip bekend als Schiff 23. Tijdens zijn vaart bracht Schiff 23 vier schepen tot zinken, met een totale tonnage van 29.409 ton.

## Vroege geschiedenis
De Stier werd in 1936 gebouwd als handelsschip op de Germaniawerft te Kiel. Het schip werd Cairo gedoopt en werd in gebruik genomen door de Atlas Levant Line. In november 1939 werd het schip echter in gebruik genomen door de Kriegsmarine en werd het in de Oostzee ingezet. Hierna werd de Cairo omgebouwd tot mijnenlegger om mee te kunnen doen aan Unternehmen Seelöwe. Toen de operatie werd afgeblazen, werd besloten het schip bij Wilton-Fijenoord in Rotterdam, en daarna in Stettin en Gotenhafen om te bouwen tot hulpkruiser. Fregattenkapitein Horst Gerlach gaf het de naam Stier, naar het sterrenbeeld van zijn vrouw.

## Operationele geschiedenis
Op 10 mei 1942 verliet de Stier Duitsland. Het schip voer in etappes naar Royan in Frankrijk, waar het op 19 mei aankwam. Gerlach kreeg opdracht om in de Atlantische Oceaan toe te slaan.

Nadat de Stier tijdens vierenhalve maand op zee drie schepen tot zinken had gebracht, raakte het schip op 27 september in gevecht met het Amerikaanse stoomschip Stephen Hopkins. Dit werd tot zinken gebracht, maar de Stier raakte zodanig beschadigd dat Gerlach besloot het schip onklaar te maken en te verlaten. Tijdens het gevecht waren twee bemanningsleden omgekomen. De overigen stapten over op het Duitse bevoorradingsschip Tannenfels dat zich in de buurt bevond. Veertien van de opvarenden van de Stephen Hopkins wisten de kust van Brazilië te bereiken.

## Tot zinken gebrachte schepen
- 4 juni 1942, Britse schip SS Gemstone, 4.986 ton
- 6 juni 1942, Panamese schip SS Stanvac Calcutta, 10.170 ton
- 9 augustus 1942, Britse schip SS Dalhousie, 7.250 ton
- 27 september 1942, Amerikaanse ship SS Stephen Hopkins, 7.181 ton